# Голубинка (Крым)
Голуби́нка (до 1945 года Фоти́-Сала́; укр. Голубинка, крымскотат. Foti Sala, Фоти Сала) — село в Бахчисарайском районе Республики Крым, центр Голубинского сельского поселения Бахчисарайского района Республики Крым (согласно административно-территориальному делению Украины — Голубинского сельского совета Бахчисарайского района Автономной Республики Крым). Площадь, занимаемая селом, 87,2 гектара, на которой в 453 дворах, по данным сельсовета на 2009 год, числилось 1392 жителя

## Население
| 2001 | 2014  |
| ---- | ----- |
| 1327 | ↗1433 |

Всеукраинская перепись 2001 года показала следующее распределение по носителям языка
| Язык             | Процент |
| ---------------- | ------- |
| русский          | 56.97   |
| крымскотатарский | 35.19   |
| украинский       | 7.31    |
| другие           | 0.38    |

### Динамика численности
| - 1542 год — 35 семей - 1805 год — 245 чел. - 1864 год — 529 чел. - 1886 год — 359 чел. - 1889 год — 836 чел. - 1892 год — 692 чел. - 1902 год — 1000 чел. - 1897 год — 605 чел. | - 1926 год — 1422 чел. - 1939 год — 1883 чел. - 1944 год — 384 чел. - 1974 год — 933 чел. - 1989 год — 1467 чел. - 2001 год — 1327 чел. - 2009 год — 1392 чел. - 2014 год — 1433 чел. |

## География
Голубинка расположена в юго-западном Крыму, на берегу реки Бельбек, в 25 км от Бахчисарая, на автодороге 35К-020 Бахчисарай — Ялта (по украинской классификации — Т-0117), через Ай-Петри. У села Голубинка русло Бельбека, пересекая понижение между отрогами Главной гряды Крымских гор, значительно расширяется, образуя обширную котловину. Высота центра села над уровнем моря — 201 м

## Название
Историческое название села Фоти-Сала (зафиксировано в исторических документах в формах Фоти-Сала, Фод-Сала, Фота сала (осман.), Фоциала, Фот-Сала, Феттах-Сала, Foczola, Fecciala (итал.)). Точная этимология названия (как и схожих топонимов региона с компонентом «-Сала») неизвестна. Высказывались предположения, что оно могло быть связано с именем святого Фотия (греч.  Φώτιος), в честь которого в селе был построен храм.

## История
История села очень запутана, что вызвано историческими особенностями заселения данного места: если большинство горных селений представляло собой своего рода «бурги», то здесь, у слияния Бельбека, Коккозки и Суаткана долина расширяется и жители издревле селились небольшими отдельными поселениями-хуторами.
В Фоти-Сала Н. Л. Эрнстом в довоенное время была найдена известняковая стела-надгробие работы местных резчиков, (высотой 60 см, шириной 39 см и толщиной 14 см) с рельефным изображением скачущего всадника и сохранившимися вверху остатками одной строки надписи (па оборотной стороне — грубое рельефное изображение головы, сделанное при вторичном использовании). Надпись (греч. …ΦΟΥ vac…, интерпретируемая, как «…(сын) …фа»), по мнению историков Э. И. Соломоник и А. Ю. Виноградова, представляет собой остаток личного имени греч. Ἄπφος и относится к скифскому поселению I—II века н. э.. По выводам же историка Веймарна, скифо-сарматское поселение на месте Голубинки существовало в V веке.
В дальнейшем, начиная с III века н. э., было заселено крымскими греками — потомками греков, готов и аланов, смешавшихся с автохтонным населением. В средние века село было частью владений княжества Феодоро и входило в личную вотчину владелей Мангупа Гаврасов.
В 1475 году княжество Феодоро было завоёвано османскими войсками и включено в состав Османской империи. На его территории был образован Мангупский кадылык Кефинского эялета. Село упоминается в материалах переписей Кефинского санджака 1520 года, как полностью христианское селение Фоти, относящееся к Инкирману, в котором числилось 37 полных семей и 6 — потерявших мужчину-кормильца. По переписи 1542 года в Фоти-Саласы было 35 полных семей, 5 семей, в которых умер мужчина — глава семьи и 12 неженатых взрослых мужчин — также исключительно христиане.
После захвата османами генуэзских колоний в Крыму некоторые из жителей Каффы и северокавказских владений Генуи (Матрега)нашли приют в Крымском ханстве. Им было предоставлено право поселиться в селении Сююр-Таш, в низине к югу от Бахчисарая. Ханы пользовались услугами генуэзцев для сношений с христианскими государями. Эту группу итальянцев сделали «тарханами», включив в привилегированную прослойку, освобожденную от уплаты налогов и несущую единственную обязанность: сопровождать хана в походах. Примерно в 1604 году их переселили в Фоти-Салу (Fecciale) на расстоянии полдня пути от резиденции хана. И на новом месте они продолжали пользоваться прежними привилегиями и льготами. По свидетельству побывавшего в Крыму в начале XVII века доминиканского монаха Эмиддио Портелли д’Асколи (префект Каффы и Татарии, итальянский миссионер из доминиканского ордена), оставалось в его время только 12 домов, удержавших католическое вероисповедание. Родной язык они уже забыли и говорили по-турецки, по-татарски, и по-черкесски. «Отче наш» и «богородицу» знали по латыни, но исповедовать их, как и держать им проповедь приходилось по-турецки. Женились они на черкешенках или местных гречанках и в своих нравах сблизились с черкесами. Папский миссионер прилагал все усилия к тому, чтобы «исправить нравы своих одичавших соплеменников» и, по его словам, имел успех. По налоговым ведомостям 1634 года в селении числилось 5 дворов немусульман, недавно выселились жители 18 дворов: в Бешев — 5, в Камара — 6, в Манкуш — 2, в Шуры — 4 двора.
Список глав христианских семей в 1652 году отражен в «Османских налоговых ведомостях» («Джизье дефтера Лива-и Кефе», 1652 год), которые представляют собой список отдельных христианских жителей Крыма, с которых взимался налог в казну (налог джизйе платили 7 семей). Христианские жители в 1652 году в Фота-сала («перакенде ках райа падишаха сакин Бахчесарай»): Параскеве Афендул, Афендул Бабуган, Джан Бек Параскеве, Тулуки Афендул, Харадж Йорги, Йорги Харадж, Йани Йу[…]джи. Документальное упоминание селения встречается в «Османском реестре земельных владений Южного Крыма 1680-х годов», согласно которому Фуд-сала входил в Мангупский кадылык эялета Кефе. Всего упомянуто 19 землевладельцев, все мусульмане, владевших 673-мя дёнюмами земли. Также было учтено махалле Черкес, как относящееся к селению, в которой 43 человека владели 1055,5 денюмами.
Десятилетиями лишенная священников католического вероисповедания, группа постепенно ассимилировалась в религиозном и культурном отношении с окружающими народами. Первой сменила конфессиональную принадлежность верхушка общины, перейдя в ислам и влившись тем самым в ряды местной мусульманской знати. Тот же процесс (с преобладанием перехода в православие) шёл и в остальной части общины, завершившись к концу XVII века: наиболее поздний надгробный памятник с латинской эпиграфикой, зафиксированный на кладбище Френк-Мезарлык («Кладбище Франков») в урочище Аян-Су близ Фоти-Салы, относился к 1685 году. Это, очевидно, знаменовало полную ассимиляцию потомков генуэзских колонистов-католиков в иноконфессиональной среде. При переселении христиан из Крыма в 1778 году, христиан в Фоти-Сале, ни в «Ведомости о выведенных из Крыма в Приазовье христианах» А. В. Суворова, ни в ведомости митрополита Игнатия зафиксировано уже не было. Предания крымских татар Бельбекской долины вплоть до начала XX века сохраняли память о генуэзском («ceneviz») происхождении фоти-салинцев.
На холме Кильсе-Баир (Церковный холм) в 1914 году историк и археолог Р. Х. Лепер обнаружил фундаменты христианского средневекового храма и кладбище с надмогильными плитами, установленными, судя по тексту, в конце XIII—XVI веках. Судя по тексту эпитафии на христианском надгробии одной из них, здесь в 1362 году была погребена «Раба Божия Куманиса, дочь святого Феодорита Хадим». Под другой плитой, установленной в 1271 году, покоился прах «раба Божия Михали, сына Садыка».
В 30-е годы XX века археолог Н. И. Репников описал, что на возвышенности Кильсе-Баир (Церковный холм) находятся остатки фундаментов часовни, разобранной на стройматериал. Здесь же исследователь зафиксировал две разрушенные каменные гробницы.
После обретения ханством независимости по Кючук-Кайнарджийскому мирному договору 1774 года «повелительным актом» Шагин-Гирея 1775 года селение было включено в Крымское ханство в состав Бакчи-сарайского каймаканства Мангупскаго кадылыка, что зафиксировано и в Камеральном Описании Крыма… 1784 года (как 4 деревни (приходы-маале одной): Феттах Сала, Другой Феттах Сала, Третий Феттах Сала и Четвертый Феттах Сала).
После присоединения Крыма к России (8) 19 апреля 1783 года, (8) 19 февраля 1784 года, именным указом Екатерины II сенату, на территории бывшего Крымского Ханства была образована Таврическая область и деревня была приписана к Симферопольскому уезду. Перед Русско-турецкой войной 1787—1791 годов производилось выселение крымских татар из прибрежных селений во внутренние районы полуострова, в ходе которого в Фот-Салу было переселено 26 человек. В конце войны, 14 августа 1791 года всем было разрешено вернуться на место прежнего жительства. После Павловских реформ, с 1796 по 1802 год, входила в Акмечетский уезд Новороссийской губернии. По новому административному делению, после создания 8 (20) октября 1802 года Таврической губернии, Фоти-Сала был включён в состав Махульдурской волости Симферопольского уезда.
По Ведомости о всех селениях в Симферопольском уезде состоящих с показанием в которой волости сколько числом дворов и душ… от 9 октября 1805 года, в деревне Фот-сала, учтённой, как одно поселение, числилось 34 двора и 245 жителей, исключительно крымских татар. На военно-топографической карте генерал-майора Мухина 1817 года названием Фоц-Сала подписаны селения на месте современных Голубинки и Нижней Голубинки, число дворов — 48, видимо, относится в обоим. После реформы волостного деления 1829 года Фотсала, согласно «Ведомости о казённых волостях Таврической губернии 1829 года», отнесли к новой Байдарской волости. Именным указом Николая I от 23 марта (по старому стилю) 1838 года, 15 апреля был образован новый Ялтинский уезд и деревню передали в Богатырскую волость нового уезда. На карте 1842 года Куртлер-Фоц-Сала обозначен с 45 дворами.
В 1860-х годах, после земской реформы Александра II, деревня осталась в составе преобразованной Богатырской волости. Согласно «Списку населённых мест Таврической губернии по сведениям 1864 года», составленному по результатам VIII ревизии 1864 года, Фоти-Сала — казённая татарская деревня с 529 жителями в 169 дворах, 4 мечетями и черепичным заводом при реке Бельбеке и примечанием, что на военно-топографической карте состоит из 4 участков<. На трёхверстовой карте Шуберта 1865—1876 года в деревне Куртлер-Фоц-Сала обозначено 100 дворов. На 1886 год в деревне, согласно справочнику «Волости и важнѣйшія селенія Европейской Россіи», проживало 539 человек в 58 домохозяйствах, действовали мечеть, школа, 3 лавки, цирульня, пекарня и кофейня. В «Памятной книге Таврической губернии 1889 года», составленной по результатам Х ревизии 1887 года, в Фот-Сале записано 183 двора и 836 жителей. На верстовой карте 1890 года в деревне обозначено 143 двора с татарским населением.
После земской реформы 1890-х годов деревня осталась в составе Богатырской волости. Согласно «…Памятной книжке Таврической губернии на 1892 год», в деревне Фотисала, входившей в Фотисальское сельское общество, числилось 692 жителя в 113 домохозяйствах, владевшие 465 десятинами и 1056 кв. саженями собственной земли. Также, совместно с другими 13 деревнями Коккозского округа, жители имели в общем владении ещё 13 000 десятин. По результатам Всероссийской переписи 1897 года в деревне зарегистрировано 605 жителей, из которых 559 крымских татар. По «…Памятной книжке Таврической губернии на 1902 год» в деревне, входившей в Фотисальское сельское общество, числилось 1000 жителей в 160 дворах и записано, что земля находилась в личной собственности жителей под фруктовыми садами и пашнями. На 1914 год в селении действовала земская школа. По Статистическому справочнику Таврической губернии. Ч.II-я. Статистический очерк, выпуск восьмой Ялтинский уезд, 1915 год, в селе Фоти-Сала Богатырской волости Ялтинского уезда, числилось 250 дворов с татарским населением в количестве 980 человек приписных жителей и 140 — «посторонних». Во владении было 1020 десятин удобной земли и 50 десятин неудобий, с землёй были 180 дворов и 70 безземельных. В хозяйствах имелось 150 лошадей, 80 волов, 150 коров, 180 телят и жеребят и 300 голов мелкого скота. На 1917 год в селении действовало почтовое отделение.

После установления в Крыму Советской власти, по постановлению Крымревкома от 8 января 1921 года была упразднена волостная система и село вошло в состав Коккозского района Ялтинского уезда (округа). Постановлением Крымского ЦИК и Совнаркома от 4 апреля 1922 года Коккозский район был выделен из Ялтинского округа и сёла переданы в состав Бахчисарайского района Симферопольского округа. 11 октября 1923 года, согласно постановлению ВЦИК, в административное деление Крымской АССР были внесены изменения, в результате которых округа (уезды) были ликвидированы, Бахчисарайский район стал самостоятельной единицей и село включили в его состав. В начале 1920-х годов в селе создан Фотисальский сельсовет. Согласно Списку населённых пунктов Крымской АССР по Всесоюзной переписи 17 декабря 1926 года, в селе Фоти-Сала, центре Фоти-Сальского сельсовета Бахчисарайского района, числилось 364 двора, из них 362 крестьянских, население составляло 1422 человека (720 мужчин и 702 женщины). В национальном отношении учтено: 1351 татарин, 45 русских, 1 украинец, 5 греков, 20 записаны в графе «прочие», действовала татарская школа. В 1935 году был создан новый Фотисальский район, в том же году (по просьбе жителей), переименованный Куйбышевский, которому переподчинили село. На тот год хозяйство села специализировалось на выращивании табака. По данным всесоюзная перепись населения 1939 года в селе проживало 1883 человека.

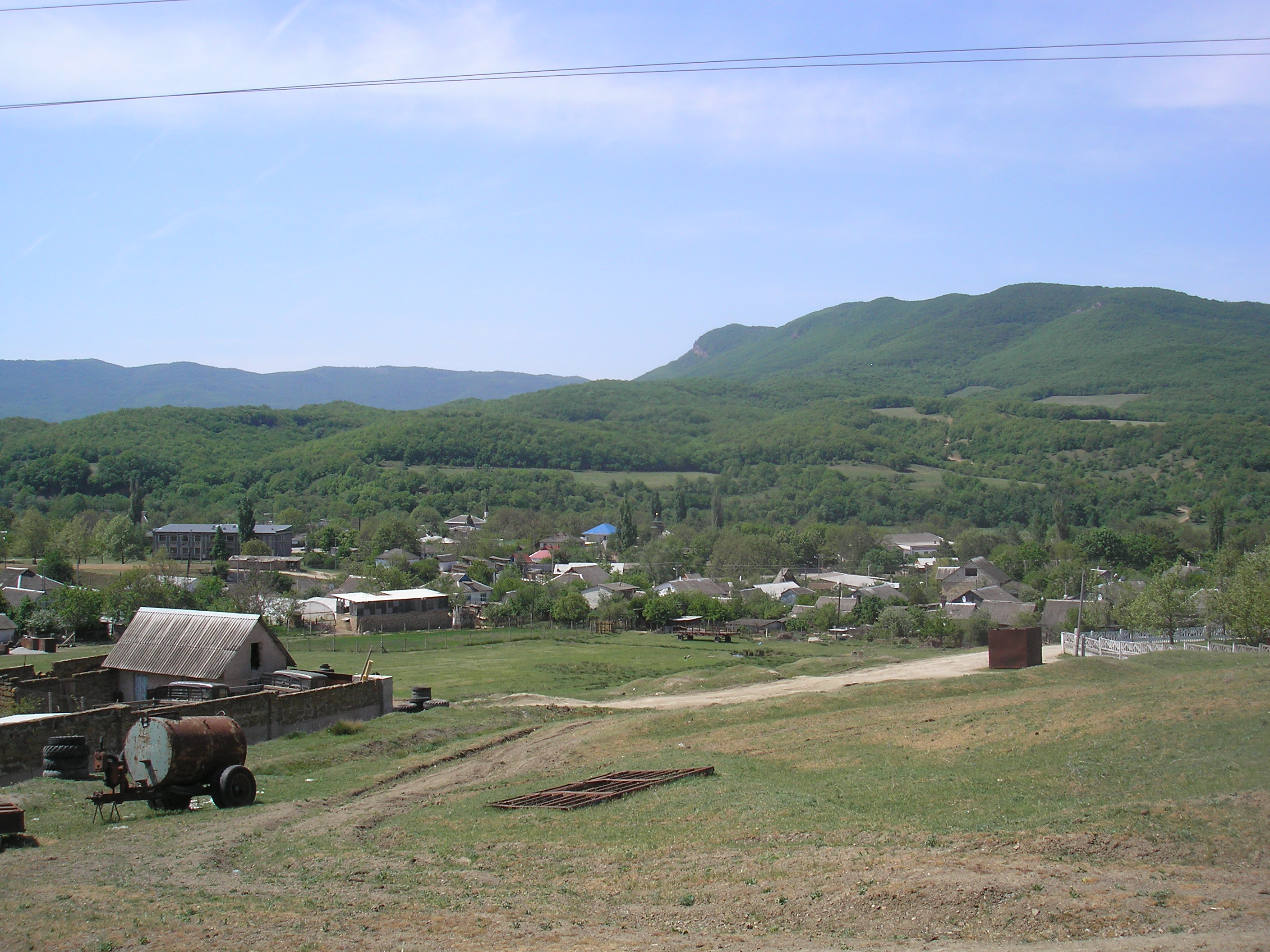
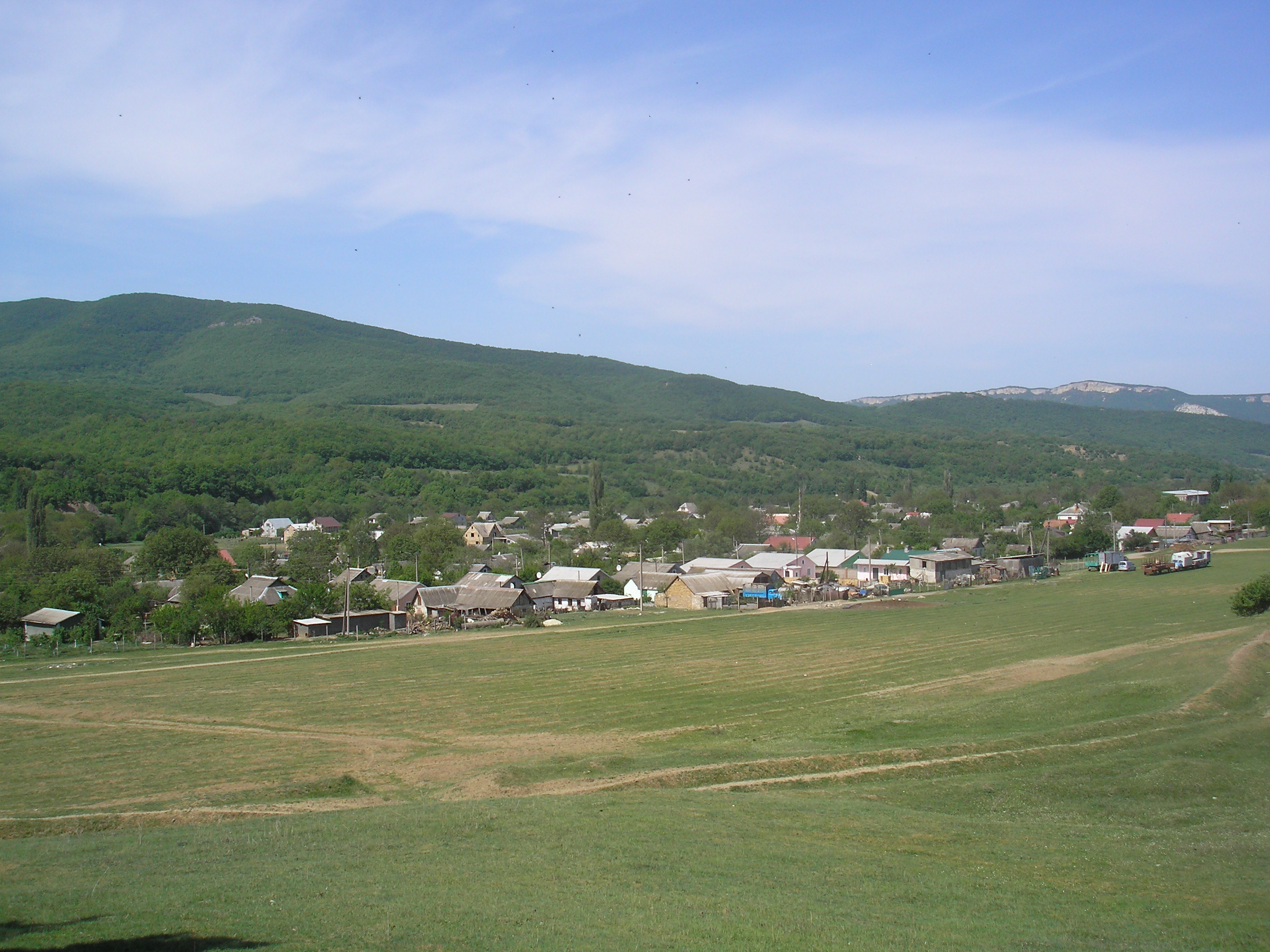
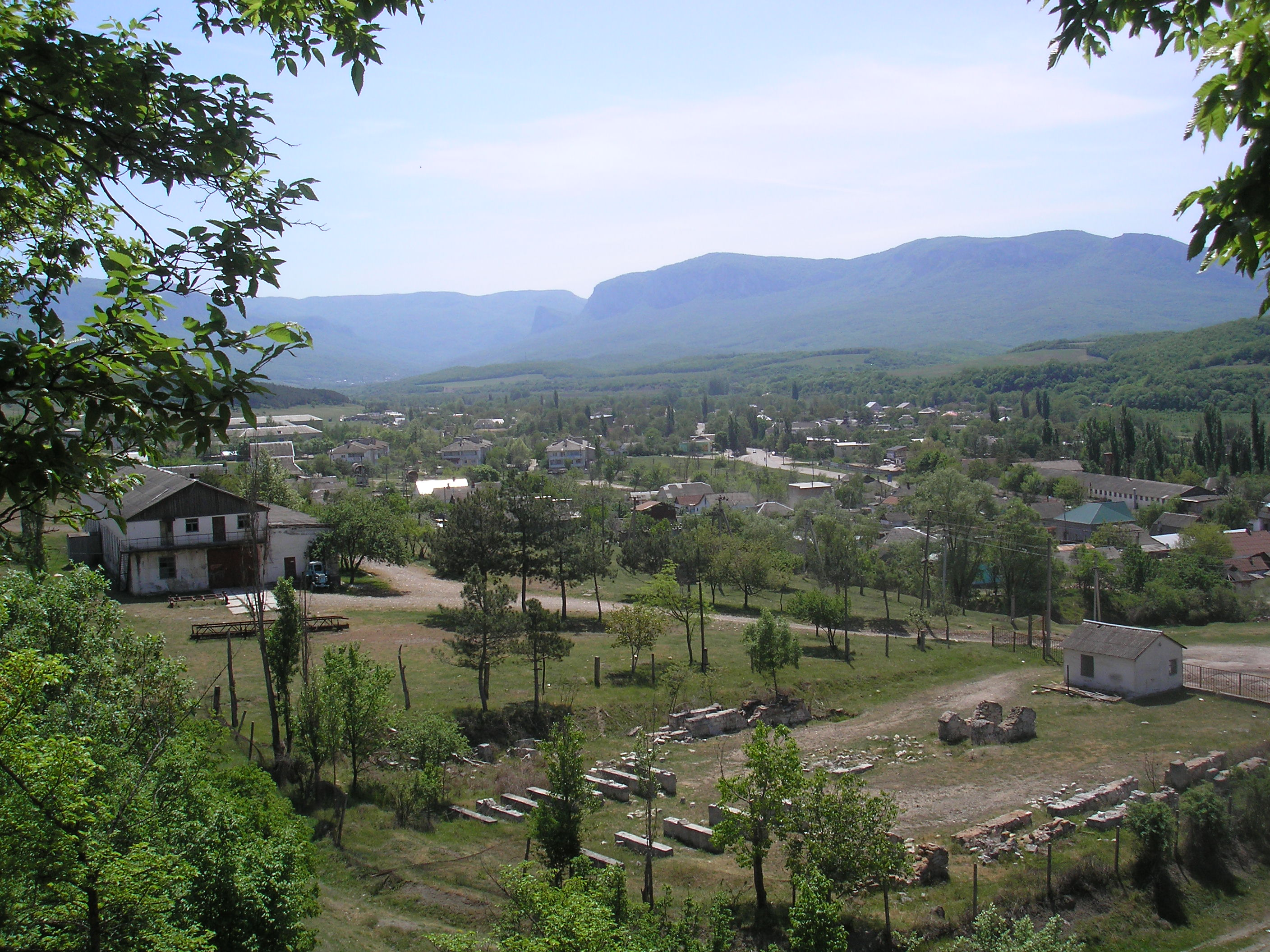
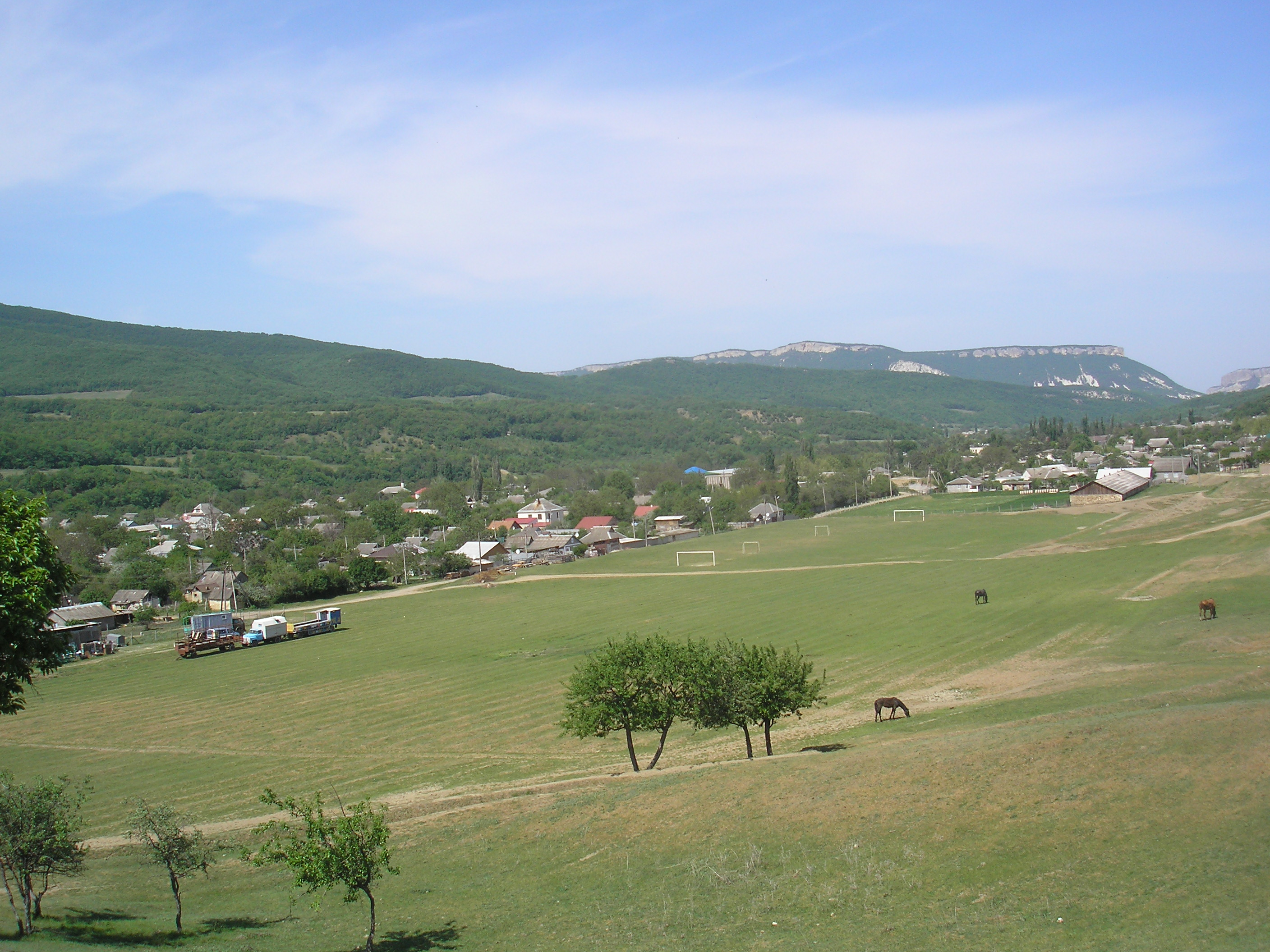
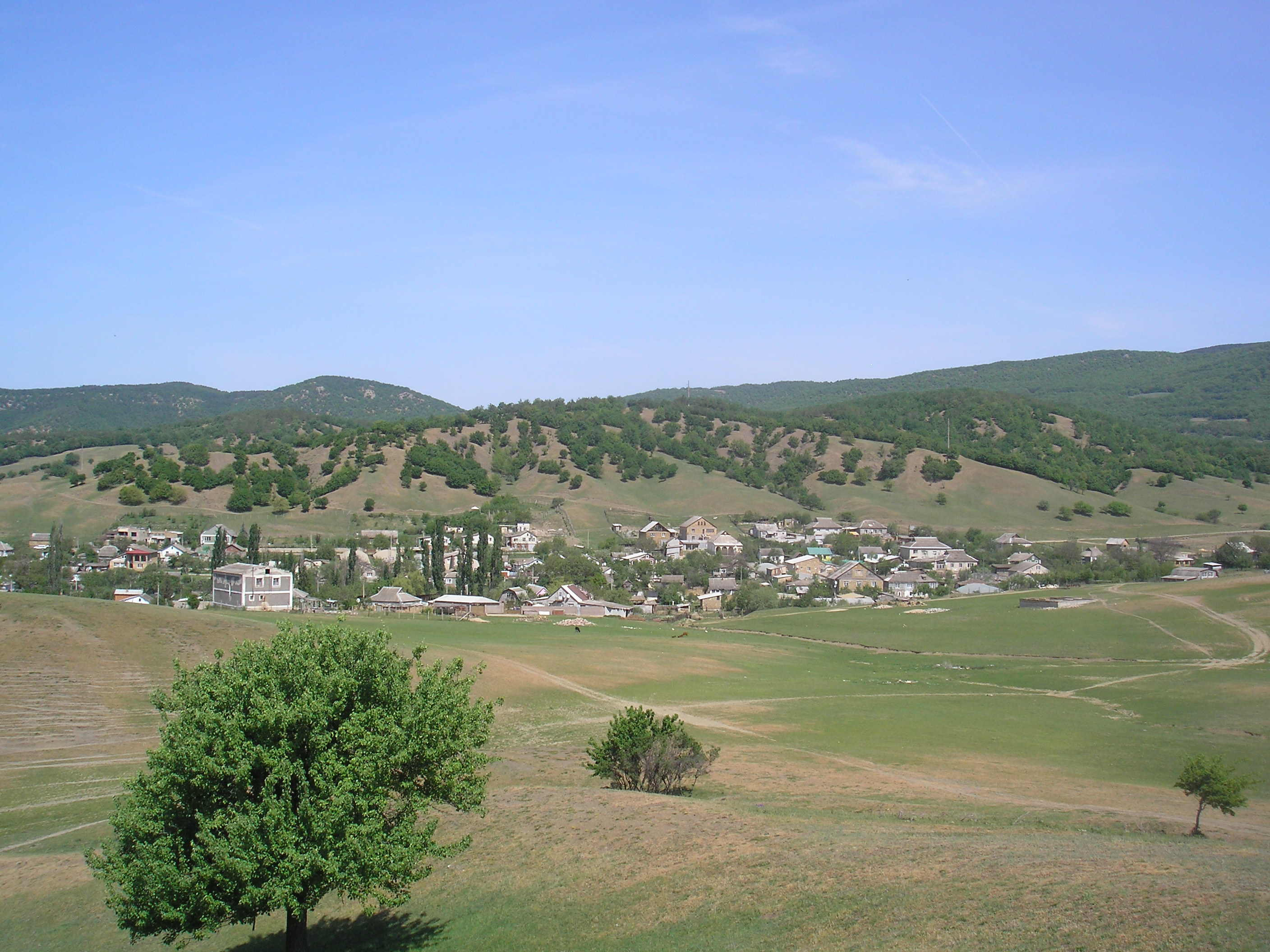

В ноябре 1941 года в эти места снова пришла война. Части Приморской армии пробивались в Севастополь. Только по старой французской дороге 1855 года могли они попасть из Бельбекской долины в Байдарскую. Но фашисты успели занять деревни Фоти-Сала и Яны-Сала, блокировав шоссе. Три дня продолжались ожесточенные бои за эти населенные пункты. Наконец 4 ноября советские войска заняли деревни. В тот же день передовые части Приморской армии вступили в Уркусту.
В годы Второй мировой войны, согласно докладу шефа полиции безопасности, в селе Фоти-Сала результаты добровольной вербовки на военную службу в вермахт были неплохие.

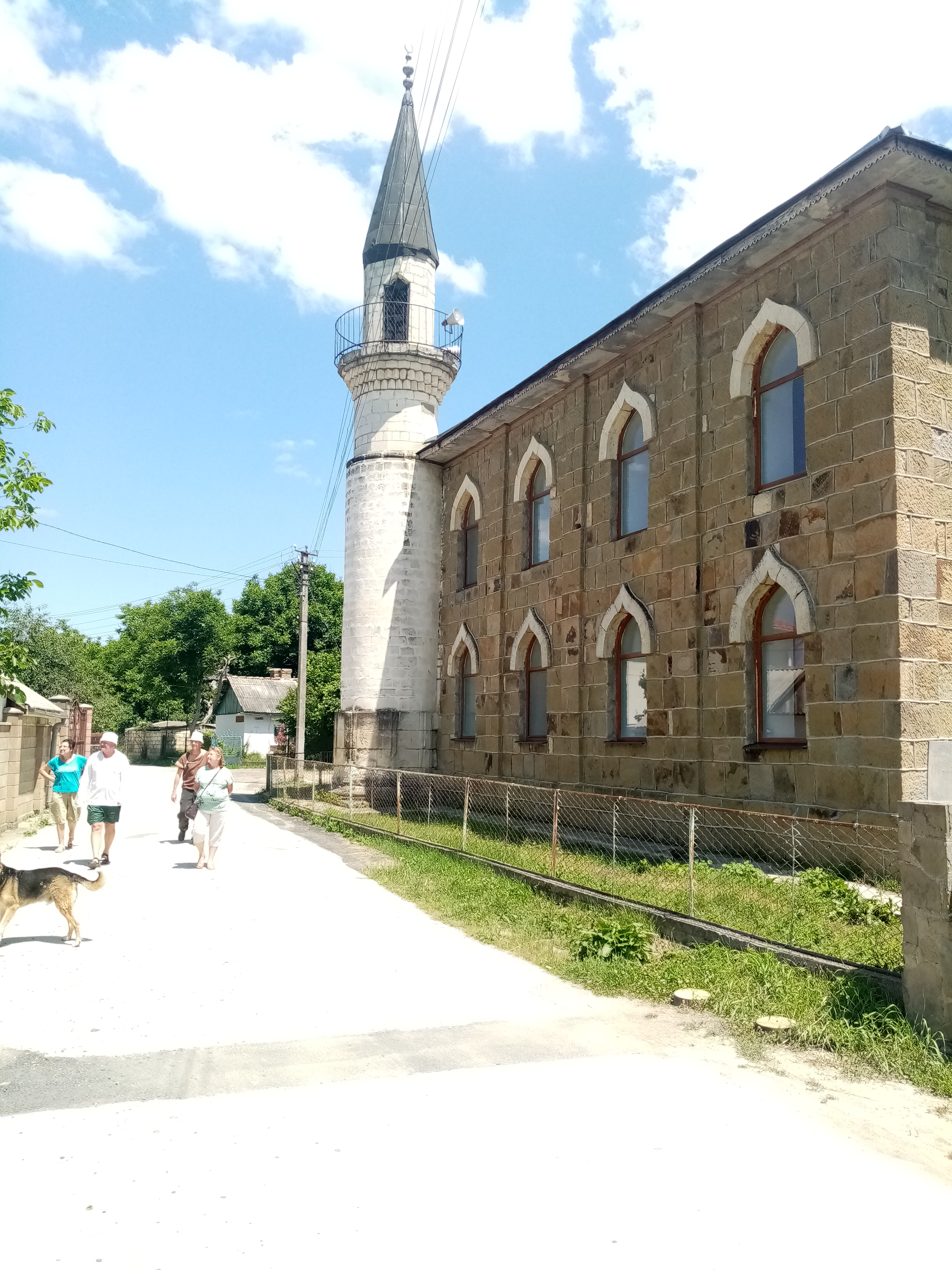
Мечеть в селе Голубинка

В 1944 году, после освобождения Крыма от фашистов, согласно постановлению ГКО № 5859 от 11 мая 1944 года, 18 мая крымские татары были депортированы в Среднюю Азию. На май того года в селе учтено 384 жителя (90 семей), из них 380 человека крымских тата и 4 русских; было принято на учёт 128 домов спецпереселенцев (вместе с Нижней Фоти-Салой). 12 августа 1944 года было принято постановление № ГОКО-6372с «О переселении колхозников в районы Крыма», по которому в район из сёл УССР планировалось переселить 9000 колхозников и в сентябре 1944 года в район приехали первые новосёлы (2349 семей) из различных областей Украины, а в начале 1950-х годов, также с Украины, последовала вторая волна переселенцев. Указом Президиума Верховного Совета РСФСР от 21 августа 1945 года «О переименовании сельских Советов и населенных пунктов Крымской области» переименованы Фоти-Сальский сельсовет — в Голубинский и селение Фоти-Сала в Голубинку. С 25 июня 1946 года в составе Крымской области РСФСР. С 25 июня 1946 года Голубинка в составе Крымской области РСФСР, а 26 апреля 1954 года Крымская область была передана из состава РСФСР в состав УССР. Указом Президиума Верховного Совета УССР «Об укрупнении сельских районов Крымской области», от 30 декабря 1962 года, Куйбышевский район упразднили и Голубинку отнесли к Бахчисарайскому. По данным переписи 1989 года в селе проживало 1467 человек. С 12 февраля 1991 года село в восстановленной Крымской АССР, 26 февраля 1992 года переименованной в Автономную Республику Крым. С 21 марта 2014 года в составе Крыма аннексирована Россией.

## Социальная сфера
В селе работает средняя общеобразовательная школа, детский сад «Солнышко», амбулатория. В Голубинке есть действующая церковь Серафима Саровского (также руины христианского храма), мусульманское культовое здание «Фоти-Сала».